# Felix Klopotek

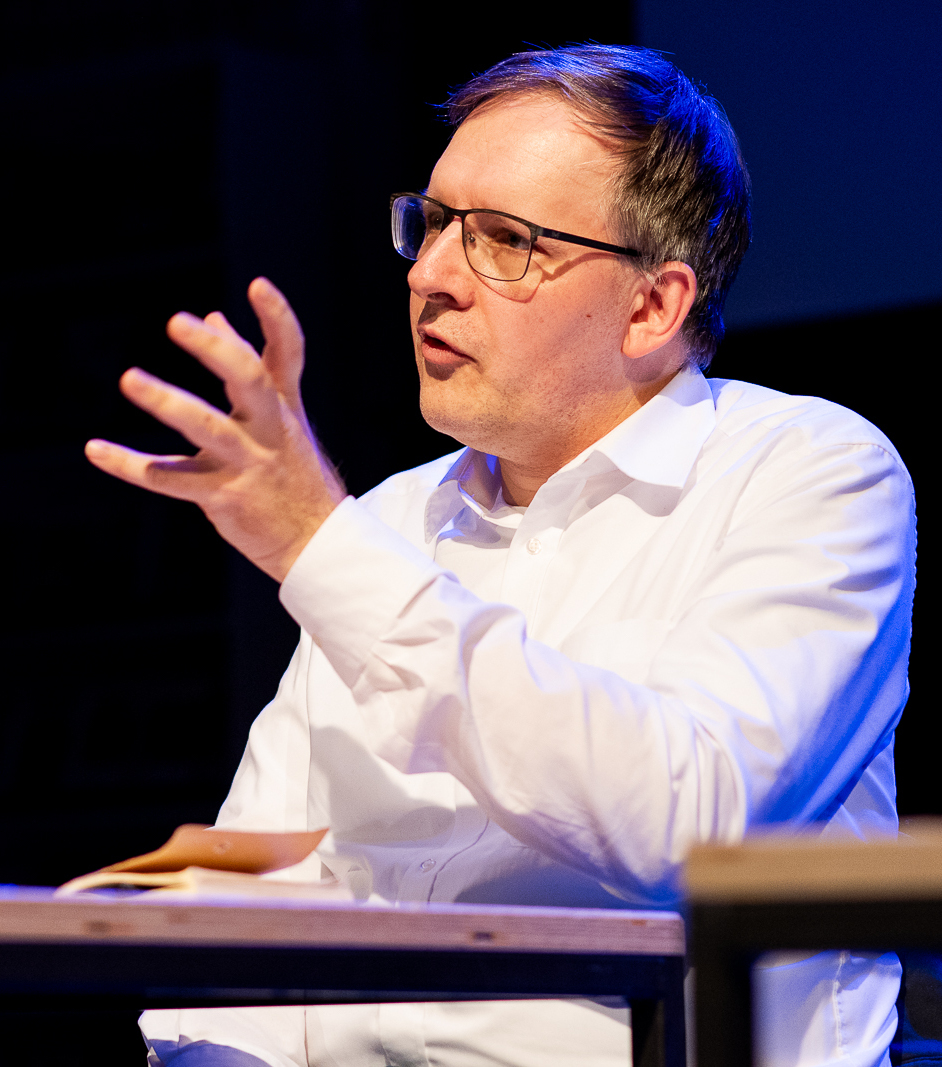
Felix Klopotek, 2023

Felix Klopotek (* 1974) ist ein deutscher Journalist und Autor. Er ist Musik-Redakteur der Kölner StadtRevue und schreibt seit 1995 außerdem unter anderem für Spex, testcard, konkret, Jungle World und ist für den WDR aktiv. Außerdem ist er als Herausgeber tätig. Er lebt und arbeitet in Köln.  

## Veröffentlichungen (Auswahl)
- How they do it. Free Jazz, Improvisation und Niemandsmusik. Ventil, Mainz 2002, ISBN 978-3-930559-75-6.
- Christian Riechers: Die Niederlage in der Niederlage. Texte zu Arbeiterbewegung, Klassenkampf, Faschismus, hrsg., eingeleitet und kommentiert von Felix Klopotek. Unrast, Köln 2009.
- Zonen der Selbstoptimierung. Berichte aus der Leistungsgesellschaft. Hrsg. mit  Peter Scheiffele. Matthes & Seitz, Berlin 2016.
- Rätekommunismus. Geschichte und Theorie. Schmetterling Verlag, Stuttgart 2021.
- Heinz Langerhans: Die totalitäre Erfahrung. Werkbiographie und Chronik. Unrast, Münster 2022.